# Granheim
Granheim ist ein Teilort der Großen Kreisstadt Ehingen (Donau) im Alb-Donau-Kreis in Baden-Württemberg. Der Ort wurde im Jahr 1974 nach Ehingen eingemeindet.

## Geschichte
Eine erste sichere Erwähnung des Dorfes Granheim ist im Jahre 1208 belegt. Nach dem oberschwäbischen Ort nannte sich ein Niederadelsgeschlecht. Es waren Dienstleute der Herren von Steußlingen, die bis Mitte des 13. Jahrhunderts nachgewiesen werden können (siehe Burg Granheim). Aus dem Besitz der Grafen von Helfenstein und der Familie der Wöllwarth kam Granheim an die Herren von Speth. Diese erwarben auch die Besitzanteile der Truchsessen von Bichishausen. Granheim verblieb bis ins 19. Jahrhundert in ihrer Hand. Das Schloss der Freiherren von Speth zu Schülzburg an der Straße nach Frankenhofen , welches dem Ritterkanton Donau inkorporiert war, entstand im Jahre 1776. Im Jahr 1805 fiel dieses Gut an Württemberg.
Die Kirche und die Pfarrei Granheim wurden erstmals im Jahr 1208 genannt, der Kirchenheilige St. Martin im Jahr 1281. Die heutige Pfarrkirche Granheims entstand am Ende des 17. Jahrhunderts. Der Turm weist dagegen noch gotische Bauformen auf. Die kleine Kapelle „auf der Halde“ wurde im Jahr 1829 von den Herren von Speth erbaut.
Am 1. Januar 1974 wurde Granheim nach Ehingen eingemeindet. Die Gemeinde hatte früher eine Fläche von 11,97 km².
Das Dorf einen eigenen Sportverein, der 1953 gegründet wurde.

## Politik

### Ortschaftsrat
Dem Ortschaftsrat gehören nach der Kommunalwahl vom 9. Juni 2024 mit dem Ortsvorsteher als Vorsitzenden acht Mitglieder an.
| Partei      | Stimmen | Sitze |
| Bürgerliste | 87,75 % | 8     |

Ortsvorsteher ist Franz Denzel (Stand: 2024).

## Persönlichkeiten
- Ventur Schöttle (1929–2024), Politiker (CDU)

## Museen
- Turmuhrenmuseum Granheim mit Astronomischer Uhr Granheim[5]
- Modemuseum